# Krasocin
Krasocin est un village de la voïvodie de Sainte-Croix et du powiat de Włoszczowa. Il est le siège de la gmina de Krasocin et comptait 1 123 habitants en 2006.